# Corsiopsis chinensis
Corsiopsis chinensis är en enhjärtbladig växtart som beskrevs av D.X.Zhang, R.M.K.Saunders och C.M.Hu. Corsiopsis chinensis ingår i släktet Corsiopsis och familjen Corsiaceae. Inga underarter finns listade.